# Fulgazi
Fulgazi è un sottodistretto (upazila) del Bangladesh situato nel distretto di Feni, divisione di Chittagong. Si estende su una superficie di 104,92 km² e conta una popolazione di 103.426 abitanti (dato censimento 1991).